# Хрещений батько (роман)
Хреще́ний ба́тько — кримінальний роман Маріо П'юзо. Твір вперше вийшов друком у 1969 році.
Українською мовою роман переклали Олександр Овсюк і Віктор Батюк для журналу «Всесвіт», де його опублікували у 1973—1974 рр. Їхній переклад також вийшов друком 1991 року в видавництві «Радянський письменник». Також роман переклав Олег Зав'язкін.
У 2024 році у видавництві Лабораторія роман вийшов у перекладі Мирослава Томащука.
Це історія про одну з гілок сицилійської мафії, що діяла у США в період з 1945 по 1955 роки, очолювана доном Віто Корлеоне. Крім того, у книзі описуються роки, проведені Віто Корлеоне в Італії та після переїзду до США. Роман збагатив англійську мову такими словами як консільєрі, Коза Ностра, капорежим та омерта.

## Назва
Багатьох читачів до роману привертає саме його назва. Маріо П'юзо наважився назвати свій твір у такий спосіб, зважаючи на свій ще журналістський досвід. Термін «Хрещений батько» вперше застосував свідок Джо Валакі під час слухань у Конгресі у справі про організовану злочинність 1963 року.

## Головні дійові особи
Родину Корлеоне очолює Віто Корлеоне, уродженець містечка Корлеоне, Сицилія. Після переїзду до США Віто взяв прізвище за назвою свого рідного містечка. Справжнє прізвище дона Віто — Андоліні. Дошлюбне прізвище матері Корлеоне — Корильяно, також взяте від назви італійського міста Корильяно-Калабро, Калабрія. Віто мав чотирьох дітей: Сантіно, Фредо, Майкла    та  Конні. Він також вважав своїм сином Тома Хейгена, що виконував обов'язки консільєрі. Віто Корлеоне був хрещеним батьком зірки кіно та естради Джонні Фонтано. Проте, головний герой роману — Майкл. Попри прагнення не втручатись у справи батька, обставини вимушують Майкла стати новим босом родини, новим Хрещеним батьком.

## Родини (клани)
П'ять кланів з Нью-Йорку: Стаччі, Татталья, Корлеоне, Канео, Барціні.
У Нью-Йорку є також клан Бачіччо, але він не брав участі у кривавому розподілі справ в місті, натомість виступав посередником у вирішенні конфліктних ситуацій.
| № | Сім'я         | Регіон        |
| 1 | Клан Трамонті | Флорида       |
| 2 | Клан Залучі   | Детройт       |
| 3 | Клан Фальконе | Лос-Анджелес  |
| 4 | Клан Молінарі | Сан Франциско |
| 5 | Клан Панза    | Бостон        |
| 6 | Клан Форленза | Клівленд      |
| 7 | Клан Капоне   | Чикаго        |

Назви решти трьох сімей у романі не згадуються.

## Модель управління
Зважаючи на те, що злочинні клани перебувають під постійним тиском держави та інших кланів, модель управління кланами мусить бути принаймні більш ефективною, ніж модель управління державою. Маріо П'юзо зумів показати не лише людські стосунки у злочинному світі, але й навів детальний опис трансформації системи управління кланами залежно від поточних умов. Як видно з роману, під час мирного співіснування кланів кожен клан має чітко розгалужену структуру і систему управління з ознаками демократії; під час війни ця система управління трансформується в жорстко централізовану, близьку до авторитаризму.

## Екранізація
1972 року вийшов фільм режисера Френсіса Форда Копполи з Марлоном Брандо та Аль Пачіно у головних ролях. Сценарій до фільму написав сам Маріо П'юзо у співпраці із Ф. Ф. Копполою. Фільм отримав три премії «Оскар» (премію за найкращий фільм, найкращий сценарій, найкращу чоловічу роль — Марлон Брандо). у 1974 році фільм-продовження «Хрещений Батько. Частина II» отримав шість Оскарів та став першим фільмом-продовженням, що отримав Оскар за найкращий фільм.